# Лу Юфей
Лу Юфей (кит.: 芦玉菲 Lu Yufei, нар. 28 березня 2000, Хенань, Китай) — китайська гімнастка. Дворазова чемпіонка та призерка чемпіонату Азії. Учасниця Олімпійські ігор 2020 у Токіо, Японія.

## Спортивна кар'єра

#### 2018
На чемпіонаті Азії здобула перемоги в командному багатоборстві та вправі на різновисоких брусах, в багатоборстві посіла друге місце.

## Результати на турнірах
| Рік  | Змагання                               | КБ | ІБ | Опорний стрибок | Різновисокі бруси | Колода | Вільні вправи |
| ---- | -------------------------------------- | -- | -- | --------------- | ----------------- | ------ | ------------- |
| 2019 | American Cup                           |    | 6  |                 |                   |        |               |
| 2019 | Чемпіонат Азії                         | 1  | 2  |                 | 1                 | 6      |               |
| 2021 | Чемпіонат Китаю                        |    | 1  |                 | 8                 | 2      | 1             |
| 2021 | Перше олімпійське випробовування Китаю |    | 3  |                 |                   |        |               |
| 2021 | Друге олімпійське випробовування Китаю |    | 3  |                 |                   |        |               |
| 2021 | Олімпійські ігри                       | 7  | 18 |                 | 4                 |        |               |